# 26 Pułk Piechoty Honwedu
26 Pułk Piechoty Honwedu (HonvIR 26, HIR.26) – pułk piechoty królewsko-węgierskiej Obrony Krajowej.
Pułk został utworzony w 1886 roku. Okręg uzupełnień – Karlovac oraz Gospić.
Kolory pułkowe: szary (niem. schiefergrau), guziki złote. Skład narodowościowy w 1914 roku 97% – Chorwaci i Serbowie.
Komenda pułku oraz I i II bataliony stacjonowały w Karlovacu, natomiast III batalion w Gospiciu.
W 1914 roku wszystkie bataliony walczyły na froncie bałkańskim. Bataliony wchodziły w skład 83 Brygady Piechoty Honwedu należącej do 42 Dywizji Piechoty Honwedu, a ta z kolei do XIII Korpusu 5 Armii.

## Dowódcy pułku
- płk Georg Petrovic (1914[3])